# Madison Iseman
Madison Iseman est une actrice américaine née le 14 février 1997 à Myrtle Beach en Caroline du sud. 
Après avoir décroché son premier rôle principal à la télévision dans la série Still the King, co-créée par Billy Ray Cyrus, Iseman se fait connaître avec le rôle de Bethany Walker dans le film Jumanji : Bienvenue dans la jungle et sa suite. Elle apparaît ensuite dans l'univers cinématographique Conjuring en interprétant le rôle de Mary Ellen dans Annabelle : La Maison du mal. Elle est également connue pour ses rôles dans les films Chair de poule 2 : Les Fantômes d'Halloween et Clouds.

## Biographie
Madison Iseman suit son cursus scolaire chez ses parents, tout en passant des castings pour devenir actrice. En 2014, elle prend part à un épisode de Modern Family, puis apparaît dans des séries comiques et/ou familiales comme Henry Danger, Kirby Buckets et The Real O'Neals. En 2016, elle décroche son premier rôle régulier dans la sitcom Still The King. La jeune actrice y campe Charlotte, la fille du personnage joué par Billy Ray Cyrus. 
L'année suivante, Madison s'illustre dans le blockbuster emmené par Dwayne JohnsonJumanji : Bienvenue dans la jungle. Elle y incarne Bethany, la fille populaire et superficielle du lycée qui se retrouve coincée dans le corps de Jack Black. Le film connaît un succès phénoménal, engendrant une suite elle aussi très lucrative et dans laquelle la comédienne reprend son rôle. On la voit aussi dans Chair de poule 2 et Annabelle - La Maison du Mal. 
Ses rôles gagnant en importance, Madison Iseman joue dans la comédie Plus rien à f*** sur Netflix, puis dans Clouds, dans lequel elle donne la réplique à Steffan "Fin" Argus, ex-héros de la série The Commute. Ce film Disney+ se centre sur l'histoire vraie de Zach Sobiech, un adolescent musicien atteint d'un rare cancer des os qui trouve la force d'inspirer les autres avec le temps qui lui reste. La native de Myrtle Beach campe sa petite amie. 
Décidément à l'aise dans les thrillers et les films d'horreur, Madison joue un personnage régulier dans la série Souviens-toi l'été dernier, adaptée du célèbre film de 1997 avec Jennifer Love Hewitt et Freddie Prinze Jr.. Puis, elle incarne l'une des deux sœurs dans Nocturne, un premier film dans lequel une pianiste extrêmement douée passe un pacte avec le diable pour gagner face à sa grande sœur lors d'un concours de musique classique. 

En 2023, Madison Iseman se glisse dans la peau de Sienna, la réincarnation de la déesse Athéna, dans le blockbuster live adapté du célèbre manga Saint Seya Les Chevaliers du Zodiaque.

## Filmographie

### Cinéma
- 2013 : Second Chances de Rondell Sheridan : Charity
- 2015 : Despair Sessions de Cagan Kayi : Veronica
- 2015 : The Better Half de Michael Winnick : Heather
- 2015 : Tales of Halloween : Lizzy (segment Sweet Tooth, réalisé par Dave Parker)
- 2015 : Opération Fantômes (Ghost Squad) de Joel Souza : Brandy
- 2016 : Laid in America de Sam Milman et Peter Vass : Kaylee
- 2016 : 48 Hours to Live de Benny Boom : Sherilyn jeune
- 2017 : Liza Liza: Skies Are Grey de Terry Sanders : Nancy
- 2017 : Beauty Mark d'Harris Doran : Pam
- 2017 : Jumanji : Bienvenue dans la jungle (Jumanji: Welcome to the Jungle) de Jake Kasdan : Bethany Walker
- 2018 : Chair de poule 2 : Les Fantômes d'Halloween (Goosebumps 2: Haunted Halloween) d'Ari Sandel : Sarah Quinn
- 2019 : Riot Girls de Jovanka Vuckovic : Nat
- 2019 : Annabelle : La Maison du mal (Annabelle Comes Home) de Gary Dauberman : Mary Ellen
- 2019 : Jumanji: Next Level (Jumanji: The Next Level) de Jake Kasdan : Bethany Walker
- 2019 : Feast of the Seven Fishes de Robert Tinnell : Beth
- 2020 : Plus rien à f*** (The F**k-It List) de Michael Duggan : Kayla Pierce
- 2020 : Acts of Revenge de Cagan Kayi : Veronica
- 2020 : Clouds de Justin Baldoni : Amy Adamle
- 2020 : Nocturne de Zu Quirke : Vivian Lowe
- 2021 : Fear of Rain de Castille Landon : Rain Burroughs
- 2023 : Les Chevaliers du Zodiaque (聖闘士星矢 The Beginning, Knights of the Zodiac?) de Tomasz Bagiński : Sienna / Athena
- 2024 : Witchboard de Chuck Russell : Emily

### Télévision

#### Téléfilms
- 2016 : Mon mari a disparu (Marriage of Lies) de Danny J. Boyle : Kinna
- 2016 : Retrouvez ma fille ! (I Know Where Lizzie Is) de Darin Scott : Lizzie Holden
- 2016 : À bout de souffle (Killer Coach) de Lee Friedlander : Emily
- 2017 : Sous l'emprise de ma meilleure amie (The Rachels) de Michael Civille : Rachel Nelson

#### Séries télévisées
- 2014 : Modern Family : Sam (saison 6, épisode 4)
- 2015 : The Social Experiment (web-série) : Kaysee
- 2015 : Henry Danger : Veronika (saison 1, épisodes 23 et 24 / saison 2, épisode 2)
- 2015 : Kirby Buckets : Rebecca Vanderbuff (saison 2, épisode 4)
- 2016 : The Real O'Neals : Madison (saison 1, épisode 4)
- 2016 : Les Pires Profs (Those Who Can't) : Becky Cosgrove (saison 1, 3 épisodes)
- 2016-2017 : Still the King : Charlotte
- 2021 : Souviens-toi... l'été dernier (I Know What You Did Last Summer) : Lennon Grant / Alison Grant
- 2022 : American Horror Stories : Sam (saison 2, épisode 7)